# Xanthosia peduncularis
Xanthosia peduncularis är en flockblommig växtart som beskrevs av George Bentham. Xanthosia peduncularis ingår i släktet Xanthosia och familjen flockblommiga växter. Inga underarter finns listade i Catalogue of Life.